# 吉澤慎吾
吉澤 慎吾（よしざわ しんご、1990年5月25日 - ）は、日本の俳優・ダンサー・フォトグラファー・ビデオグラファー・Webデザイナー。マレビトの会プロジェクトメンバー。ブッシュマンメンバー。Best Placeサポートアーティスト。埼玉県加須市出身。
立教大学現代心理学部映像身体学科5期卒業・文学座附属演劇研究所研修科51期卒業。
苗字の正確な表記は、「吉」の上の部分が「士」ではなく「土」の「𠮷」を使った「𠮷澤」である。

## 略歴
立教大学現代心理学部映像身体学科に入学後、演劇や身体表現について本格的に学び始める。この時、教授を務めていた世界的ダンサーでフランス芸術文化勲章を受賞した勅使川原三郎、劇作家で岸田國士戯曲賞・読売演劇大賞最優秀作品賞などを受賞し、マレビトの会を主宰する松田正隆に出会いその後の方向性に多大な影響を受ける。また大学在学と平行して文学座附属演劇研究所に3年間通い、俳優としての基礎を学んだ。その後、勅使川原三郎の作品に出演したことを機に、コンテンポラリー・ダンスを始める。
卒業後はダンサー及び俳優・フォトグラファーとして活動し、日本国内だけでなく海外でもこれまでに7カ国9都市においてのパフォーマンスに出演（フランス (パリ・アヴィニョン)、タイ、中国、フィリピン、韓国 (ソウル・釜山)、ルーマニア、ドイツ。その他映像作品等へも出演。
2019年には Festivalul Internațional de Teatru de la Sibiu (ルーマニア・シビウ)、Matera 2019. Abitare l'opera（イタリア、マテーラ）とヨーロッパの2つの国際演劇祭の撮影担当として海外派遣された。
2020年10月「アートにエールを!東京プロジェクト」では「 Memory of Landscape 場の記憶 」を発表。
2021年、東京オリンピック・パラリンピック2020では全長10m・総重量1トンの巨大人形『モッコ』を操る、操演者として出演する。
サロン ド フルーツ日本橋などAmazon・楽天市場などの企業CMなども近年は手掛け、演劇・ダンス・映像などスラッシャーとして既存ジャンルにとらわれない自身の表現を模索している。

## 出演作品【舞台】

### 舞台
2025年
- 2025.8 KIADA "Korea International Accessible Dance Festival" 「A Time Of Choices」振付：Adam Benjamin 劇場：Arko Arts Theater（韓国・ソウル）
- 2025.7 Best Place 結成25周年公演『ここから…トコトコ　これから…トコトコ』 構成・演出：竹中幸子　劇場：パストラルかぞ
- 2025.3 埼玉大学ダンス部×平成国際大学ダンス部 合同公演2025 ゲスト出演 Best Place「『境界をとかす人』より」 構成・演出：竹中幸子　劇場：さいたま市文化センター小ホール
- 2025.2  WWFes2025『どんなに街が発展しようと、このからだは人を見つけ挨拶とかをしたがるクルー』　振付・演出：Aokid　劇場：SHIBAURA HOUSUE

2024年
- 2024.11　HIU DANCE FESTIVAL ゲスト出演 Best Place「『見えないもののかたち』より」 構成・演出：竹中幸子　劇場：平成国際大学アリーナ
- 2024.9　Best Place『見えないもののかたち』 構成・演出：竹中幸子　劇場：彩の国さいたま芸術劇場・小ホール
- 2024.8　Adam Benjamin『アダム・ベンジャミンと数人のダンサーによる即興ダンスパフォーマンス』 劇場：前橋市民文化会館・第１リハーサル室
- 2024.7　池田扶美代『Re: Rosas! + α』振付：池田扶美代（Rosas） 劇場：愛知県芸術劇場・大ホール
- 2024.7　身体企画ユニット ヨハク『鏡の国のハローグッバイ』演出：秋山きらら　劇場：横浜市民ギャラリーあざみ野 展示室1F全面
- 2024.3　平成国際大学ダンス部単独公演 ゲスト出演 Best Place「『境界を溶かす人』より」 構成・演出：竹中幸子　劇場：パストラルかぞ

2023年
- 2023.11〜12 さいたま国際芸術祭2023  『詳細未開示』
- 2023.10　HIU DANCE FESTIVAL ゲスト出演 Best Place「『境界を溶かす人』より」 構成・演出：竹中幸子　劇場：平成国際大学アリーナ
- 2023.7 埼玉芸術文化祭2023 協賛事業 Best Place 『わざわい 転じて…』 構成・演出：竹中幸子　劇場：パストラルかぞ

2022年
- 2022.12 リーディング公演『厄介な紙切れ 〜バルカン・シンドローム〜』 演出：玉置祐也（演劇集団 円） 劇場：3331 Arts Chiyoda
- 2022.10 東京芸術祭 Farm-Lab Exhibition 『「クィア」で「アジア人」であることとは？』 演出：Serena MAGILIW（フィリピン）　劇場：東京芸術劇場ロワー広場 ／ アトリエウエスト
- 2022.8　彩の国さいたま芸術劇場オープンシアター『ダンスのある星に生まれて2022』振付：近藤良平　劇場：彩の国さいたま芸術劇場・大ホール
- 2022.5　タマップダンスプロジェクト『跳べ！いっそ踊ってしまえ！』振付：竹中幸子　劇場：彩の国さいたま芸術劇場・小ホール
- 2022.4   Chim↑Pom展  ダンスバトル＠『道』 主催：Aokid  会場：森美術館

2021年
2021.5〜7  東京オリンピック・パラリンピック『しあわせはこぶ旅　モッコが復興を歩む東北からTOKYOへ　Presented by ENEOS　』 全編アーカイブ映像(YouTube)　クリエイティブディレクター：箭内道彦　命名：宮藤官九郎　ストーリー：又吉直樹　デザイン：荒井良二　人形総指揮：沢則行

2020年
- 2020.11  中国・北京戯劇祭 ( 2020 Beijing Fringe Festival ) 『新世界』演出：熊谷由紀子　主催：北京国际青年戏剧节　　（フライヤー写真・映像）
- 2020.2    Integrated Dance Company 響-Kyo『a letter from Oki-island 隠岐からの手紙』振付：Athina Vahla（ギリシャ国立振付家賞）  劇場：神奈川県民共済 みらいホール

2019年
- 2019.11 田中夢企画『女の音』演出・振付：田中 夢(元・遊園地再生事業団)　劇場：立教大学新座キャンパス・ロフト１
- 2019.10  文化庁『孫悟空 天界で大暴れ』演出：張 祥春(文化芸術による子供の育成事業) 栃木・埼玉県５校ツアー公演
- 2019.9  Integrated Dance Company 響-Kyo 『新・キンニャモニャ』『新・しげさ節』島根県・隠岐諸島ツアー公演  振付：Athina Vahla (ギリシャ国立振付家賞)  劇場：海士町・島民ホール
- 2019.7  Guy Nader | Maria Compas『Dangling Conversation』　劇場：DOCK11（ドイツ、ベルリン）
- 2019.6  シビウ国際演劇祭2019 Plasticiens Volants 『New World』・『LEONARDO, DREAMS AND NIGHTMARES』　会場：Piață Mare（ルーマニア、シビウ）
- 2019.3 ~4 東海林毅監督『ホモ・ソーシャルダンス』監督：東海林 毅      劇場：池袋シネマ・ロサ
- 2019.3  Integrated Dance Company 響-Kyo『COLOR FULL』振付：黒須 育海   劇場：東京芸術劇場シアターイースト
- 2019.3  一般財団法人たんぽぽの家　『共創の舞踊劇「だんだんたんぼに夜明かしカエル」東京公演』演出・振付：佐久間新　劇場：北千住BUoY
- 2019.3  International Dance Film Festival 2018-2019 特別上演 ・鷹野 隆大 新作映像作品『RED & GREEN』監督：鷹野 隆大   劇場：青山スパイラルホール
- 2019.2 『Metamorphose-カフカの“変身”から考える生のゆらぎ』振付・演出：砂連尾 理   劇場：立教大学新座キャンパスロフト１
- 2019.1 『小津ダンス』振付：砂連尾 理    劇場：立教大学新座キャンパスロフト１

2018年
- 2018.12  Best Place『ありのままに動ける君と』振付：竹中幸子   劇場：クレア鴻巣
- 2018.10  Festival/Tokyo18 マレビトの会『福島を上演する』  劇場：東京芸術劇場シアターイースト
- 2018.9  『Akzeptieren und Vorwärts』(ソロ) 振付：吉澤慎吾   劇場：Café Muriwui
- 2018.9   Integrated Dance Company 響-Kyo『パワポル』振付・演出：スズキ 拓朗 ＠隠岐諸島２島ツアー
- 2018.8   Integrated Dance Company 響-Kyo『KABURIERU』 振付：平原 慎太郎   劇場：Arko Arts Theater（韓国・ソウル）韓国ツアー公演
- 2018.7 『Metamorphose-カフカの“変身”から考える生のゆらぎ』振付・演出：砂連尾 理   劇場：まつもと市民芸術館
- 2018.6  KOIKE HIROSHI BRIDGE PROJECT『幻祭前夜～マハーバーラタより』演出：小池 博史 国内５都市ツアー
- 2018.3  Integrated Dance Company 響-Kyo『カブリエル』振付：平原 慎太郎　　劇場：吉祥寺シアター
- 2018.2  KOIKE HIROSHI BRIDGE PROJECT 『2030世界漂流』演出：小池 博史　劇場：吉祥寺シアター

2017年
- 2017.12  Rie Tashiro『AYATORI EXPERIMENT』振付：タシロ リエ　劇場：三鷹SCOOL
- 2017.10  池田 扶美代『Powelassness』振付：池田 扶美代（Rosas)　  劇場：渋谷 VACANT
- 2017.10  Festival/Tokyo17 マレビトの会『福島を上演する』　劇場：BASE THATER
- 2017.8   三陸国際芸術祭/ 大東京舞踊団 『世界オドリン滞在記～東北の秘境で黒塗り族・大東京舞踊団に出会ったぁ～』 創作：四戸 賢治　劇場：キャッセン大船渡
- 2017.7　ARCHITANZ 『解:体』振付：奥野 美和　劇場：ARCHITANZ
- 2017.3   青蛾館『中国の不思議な役人』演出：松村 武　劇場：東京芸術劇場シアターウエスト
- 2017.2   Integrated Dance Company 響-Kyo『パワポル』振付：スズキ 拓朗   劇場：東京芸術センター
- 2017.1   KOIKE HIROSHI BRIDGE PROJECT 『世界会議』演出：小池博史   劇場：吉祥寺シアター

2016年
- 2016.11 Festival/Tokyo16 マレビトの会『福島を上演する』演出：松田 正隆 　劇場：にしすがも創造舎
- 2016.9   M.M.S.T 韓国＆国内ツアー『罪と罰』演出：百瀬 友秀　劇場：PAL (福岡), Chungchunnavi art hall (釜山, 韓国), セントレホール(東京)
- 2016.8   Dance Ennichi/大東京舞踊団 『男女7人墨物語〜象の鼻テラス・ハウス～』創作：四戸 賢治 　劇場：象の鼻テラス
- 2016.6   マサオプション『昨日を叫ぶ その代わりに力任せにペダルをまわす』振付：美木マサオ 　劇場：錦糸町SIM STUDIO Ast
- 2016.4   駄目たす『ギロチン伯爵と７つの秘宝』演出：目崎 剛　劇場：新宿Space 雑遊
- 2016.3   日独国際共同事業ミニセレ・マレビトの会『長崎を上演する』　劇場：愛知県芸術劇場小ホール
- 2016.3   Dance×Scrum!! 大東京舞踊団『池袋舞踊一揆前夜～ダンスの夜明けは近いぜよ!!』創作：四戸 賢治　劇場：池袋・あうるすぽっと

2015年
- 2015.12  JamSessionNOVAvol.5 𠮷澤慎吾(dance) & Scott Jordan (music) 　劇場：代々木ANCE
- 2015.11  小池博史ブリッジプロジェクト・汎アジア計画　『幻祭前夜～マハーバーラタより』アジア3都市ツアー(@バンコク・上海・マニラ)東京凱旋公演(劇場：吉祥寺シアター)
- 2015.10  Dance New Air2016 『distant voices - carry on 青山借景』演出・振付：ハイネ・アヴダル、篠崎 由紀子　劇場：青山スパイラル
- 2015.9    LDC-J 『ロミオとジュリエットたち』 演出：谷 賢一　劇場：日本大学芸術学部中ホール
- 2015.9　 小池博史ブリッジプロジェクト『幻祭前夜マハーバーラタより〜 即興パフォーマンス』演出：小池 博史　劇場：吉祥寺シアター
- 2015.8    ARCHITANZ『-MUSIC SIGN/DANCE DESIGN-』構成・振付：アレッシオ・シルヴェ ストリン、オリビエ・フーレ / 即興アドバイザー：島地 保武　劇場：東京ウィメンズプラザ

- 2015.8   マレビトの会『長崎を上演する -総集編- 』演出：松田 正隆　劇場：立教大学新座キャンパスロフト１
- 2015.7   Utervison company『Ango / 桜』(アヴィニョン演劇祭OFF参加作品) 　劇場： The Garage International (アヴィニョン,フランス)
- 2015.3   マレビトの会『長崎を上演するvol.4』　劇場：立教大学新座キャンパス・スタジオ棟
- 2015.1   大橋可也& Dancers『HEAVY METAL』振付：大橋 可也/ドラマトゥルク：長島 確　劇場：江東区文化センターホール
- 2015.1   AUDIO DRAMA TOUR『饗宴のあと　アフター・ザ・シンポジウム』アートディレクター：相馬 千秋 / 演出・テキスト：藤井 光（美術家・映画監督）会場：東京都庭園美術館
- 2015.1   芸劇Dance『近藤良平のモダンタイムス』振付：近藤 良平　劇場：東京芸術劇場プレイハウス

2014年
- 2014.12  株式会社プリエール『世襲戦隊カゾクマン』作・演出：田村孝裕 (ONEOR８)　劇場：赤坂レッドシアター  (映像出演)
- 2014.11  Festival/Tokyo14『春の祭典』振付：白神 ももこ　劇場：東京芸術劇場プレイハウス
- 2014.11  冨士山アネット『Dance Attack Project』振付：長谷川 寧　会場：横浜港大さん橋国際客船ターミナル
- 2014.8   マレビトの会『長崎を上演するvol.3』演出：松田 正隆　劇場：立教大学新座キャンパス・スタジオ棟
- 2014.7   勅使川原三郎/ KARAS『空時計サナトリウム』振付：勅使川原三郎　劇場：シアターX
- 2014.5   勅使川原三郎/ KARAS『DAH-DAH-SKO-DAH-DAH』振付：勅使川原三郎　劇場： Théatre National de Chaillo シャイヨー宮劇場(パリ, フランス)
- 2014.3   勅使川原三郎/ KARAS『空時計サナトリウム』&『ドドと気違いたち』振付：勅使川原三郎　劇場：シアターX

### 文学座附属演劇研究所時代 (2011年〜2014年)
- 「わが町」演出：吉兼保(吉は俗字)  (一幕ジョージ、野球部員、死者の男)
- 「女の一生」演出：黒木仁　(一幕栄二、罹災者弟)
- 「Scenes from the Big Picture」演出：高瀬 久男　(スウィズ・マードック、ラット)
- 「アイスクリームマン」演出：坂口 芳貞　(三宅)
- 「雨の夏、三十人のジュリエットが還ってきた」演出：小林 勝也　(畑米八、石楠花少女歌劇団団員)
- 「セチュアンの善人」演出：上村 聡史　(神1、甥、神父、祖父、煙草工場職員)
- 「冬物語」演出：高瀬 久男　(道化、召使い)
- 「カスケード 〜やがて時が来れば〜」演出：上村聡史　(裵ジョンミョン)
- 「アルジャーノンに花束を」演出：鶴田 俊哉　(ハロルド・ニーマー教授)
- 「血は立ったまま眠っている」演出：小林 勝也　(釘、番組音声係)
- 「十二夜」演出：松本 祐子　(セバスチャン、アントーニオ)

## 出演作品【映像】

### ドラマ
- 2020.10  NHK 「逆転人生」【〜どん底から世界へ 不屈のアーティストたち〜】 義足のダンサー・大前光市特集 (ダンサー)
- 2013.10  テレビ東京ドラマ特別企画 「たった一度の約束 〜時代に封印された日本人〜」主演：柳葉敏郎 (Mパテー社員)

### MV
- 2025.4   back number「ブルーアンバー」 【カンテレ・フジテレビ系月10ドラマ『あなたを奪ったその日から』主題歌】
- 2025.3   ØZI 「PRE55URE (feat. JP THE WAVY, Awich, MFS)」
- 2024.12 L'Arc～en～Ciel「The Making of “YOU GOTTA RUN -Music Clip-”-Trailer-」
- 2024.11 L'Arc～en～Ciel × BEYBLADE X 「YOU GOTTA RUN」 Collaboration MV
- 2024.11 L'Arc～en～Ciel 「YOU GOTTA RUN」-Music Clip-
- 2024.7　生方レオナルド&SHE「Something Great」Official Music Video
- 2024.3   MAD MEDiCiNE 「独占悦楽少女」
- 2020.10  South Penguin  「bubbles feat.NTsKi」 [Official Music Video]
- 2020.1    Balming Tiger 「"Kolo Kolo" (Feat. Omega Sapien, wnjn)(Prod. Unsinkable)」 [Official Video]
- 2017.4    AFRO PARKER「After Five Rapper -SHACHIKU REQUIEM-」（黒衣 役）
- 2016.7    UNISON SQUARE GARDEN「アトラクションがはじまる（they call it "NO.6"）」（包帯ミイラ 役）

### ライブ舞台演出映像
- 2025.5~6 GLAY 30th Anniversary GLAY EXPO 2024-2025 GRAND FINALE

### 映画
- 2022.9　 田中夢 監督「アクト」（PFFアワード2022受賞）
- 2022.4　 田中賢一郎 監督「『吉田のぶお』YOSHIDANOBUO | Sci-Fi Short」（荘太 役）San Diego Asian Film Festival出展作品
- 2020.9　 石田智哉 監督「へんしんっ！」（PFFアワード2020グランプリ受賞・東京国際映画祭 共催／提携企画作品）
- 2019.3 　東海林 毅 監督「ホモ・ソーシャルダンス」監督：東海林 毅   劇場：池袋シネマ・ロサ (ナッツ 役)
- 2015.5　 黒沢 清 監督　「岸辺の旅」（第68回カンヌ国際映画祭 ある視点部門監督賞受賞）
- 2013.12  篠崎 誠 監督  「SHARING」(教立大学生 役)

### CM
- 花キューピット「〜風にのせて〜」(劇団員 役)
- NHKスマホサービス 神南時空旅行社 TVスポット「エレベーター編」(青年役)

### PV
- 2021.5  다다 DADA-多多- ファッションブランドPV（韓国）
- 2017.7  SUBWAY「彼女と夏のサブウェイ 〇〇をさがせ!!」(ウォーリー役)

### ゲーム
- 2025.4 MetaEcho Interactive「Echo Flare」

### ラジオ
- 2010.4  「亡霊の彷徨う街」（The Remains）（バギオ周辺で繰り広げられた戦争中の物語）　放送ラジオ局：すまいるFM

## スチル・映像撮影作品
2024年
- 2024.9  のっと文化祭2024「芦屋川手話cafe & BAR〈Knot〉 4周年記念」会場：難波・ファンスペースダイナー
- 2024.9  理性的な変人たち「寿歌二曲」（日本みどりの舞台芸術賞・審査員賞受賞作品）スチル撮影（Yahoo!ニュース、ステージナタリー 写真提供）
- 2024.7  Best Place「見えないもののかたち」フライヤー写真提供
- 2024.3  理性的な変人たち「ガザモノローグ」パレスチナの声なき声に（朝日新聞、毎日新聞 写真提供）

2023年
- 2023.6　理性的な変人たち「海戦2023」（読売演劇大賞演出家賞対象作品）スチル撮影（Yahoo!ニュース、毎日新聞、ステージナタリー、ぴあエンタメ情報、アーツカウンシル東京、悲劇喜劇2024年7月号 写真提供）
- 2023.4　有明教育芸術短期大学 子ども教育特別講座1【ダンス】サンボマスター 令和4年度 発表会 映像撮影・編集
- 2023.4　有明教育芸術短期大学 子ども教育特別講座1【ダンス】AJR / Michael Jackson 令和4年度 発表会 映像撮影・編集

2022年
- 2022.9　 田中夢 監督「アクト」（PFFアワード2022受賞）映像提供
- 2022.4　ステージナタリー「カラダは正直～わたしの日々の磨き方～ Vol.4  黒須育海 」映像編集
- 2022.2　岡山女子体育連盟「共に踊る 〜お互いの存在を認め合うインクルーシブダンス〜」映像・技術提供

2021年
- 2021.12  STUDIO ARCHITANZ「ARCHITANZ Training Program」スタジオパフォーマンス スチル撮影
- 2021.11  和×洋コラボレーション・コンサート「ワブヨウネ」スチル撮影（エンタメ特化型情報メディアSPICE 写真提供）
- 2021.11  WAKABACHO WHARF improvised dance 「海に訊く 大地の波 空の響」アーティスト写真、松島誠 写真提供
- 2021.9    イチモニ(テレビ番組)「世界的アーティスト×イチモニ コラボ!?」写真提供
- 2021.2    演劇ユニット 2/mashi 「man-hole」 宣材スチル撮影
- 2021.2    サロン ド フルーツ日本橋 　プロモーション・ビデオ「大切な人に、特別な日に」　キャスティング・映像・スチル撮影

2020年
- 2020.12  このめ「全身タイツ隊」　スチル撮影
- 2020.11  和の競演「空手道演武×和楽器の調べ」　スチル撮影
- 2020.10  東京都【アートにエールを！東京プロジェクト】「Memory of Landscape 場の記憶 」企画・振付・撮影・編集：吉澤 慎吾
- 2020.10  Eenoor「失われた色」[Official Music Video]　映像撮影・編集：吉澤慎吾　演出：黒須育海　助成：文化庁

2019年
- 2019.11  ヴォーカル アンサンブル SHR「音楽の泉」　劇場：スクエア荏原 ひらつかホール　スチル撮影
- 2019.8   ダンス縁日・さとうあい　劇場：象の鼻テラス　スチル撮影
- 2019.7～8 Matera 2019. Abitare l'opera（イタリア、マテーラ）　スチル撮影
- 2019.6　シビウ国際演劇祭  Festivalul International de Teatru de la Sibiu 2019 (ルーマニア・シビウ)　スチル撮影
- 2019.3   ファーレ立川アート×演劇「2100年のファーレ」　会場：立川髙島屋S.C.北側・赤い植木鉢作品　スチル撮影
- 2019.3   International Dance Film Festival 2019 国際ダンス映画祭  鷹野隆大 新作映像作品「RED & GREEN」劇場：青山スパイラル  作品宣材写真提供

2018年
- 2018.10  BEBERICA theatre company「あかちゃんとおとなのための演劇ワークショップ〜物語を旅する〜」 劇場：北千住BUoY　スチル撮影
- 2018.7   すこやかクラブ「真夏のたちかわ怪奇クラブ2018」　劇場：たちかわ創造舎　スチル撮影
- 2018.7   松島誠・米良眞寿美「Arabesque」 劇場：サラヴァ東京　スチル撮影
- 2018.7   すこやかクラブ「遠くへ行きたい」　劇場：せんがわ劇場　スチル撮影
- 2018.7　地平線 #2「タイピスト」　劇場：演劇フリースペース・サブテレニアン　宣伝トレーラー製作、スチル撮影（読売新聞 写真提供）